# Koenigsegg CC8S
La Koenigsegg CC8S est la première voiture commercialisée par le constructeur suédois Koenigsegg. Elle est inspirée du prototype Koenigsegg CC qui fait sa première apparition en 1997.

## Description

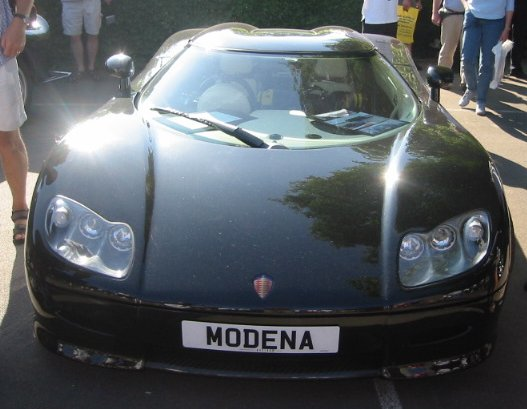
Une Koenigsegg CC8S.

Supercar roadster à toit targa qui peut être retiré et stocké dans le coffre avant, elle est dotée d'un moteur V8 Ford en aluminium à 32 soupapes de 4,7 litres suralimenté par un compresseur en position centrale-arrière. Elle possède une boîte de vitesses manuelle à six rapports.
Sa suspension, inspirée de la Formule 1, est à doubles triangles ; elle peut être totalement modifiée pour être optimisée pour la piste.
La carrosserie et le châssis sont en matériaux composites, à base de fibre de carbone, de Kevlar sur une structure nid d'abeille en aluminium. Ces éléments, combinés au moteur, lui permettent d'afficher un rapport poids/puissance de 1,67 kg/ch.
L'habitacle est composé de cuir et d'aluminium.
À sa mise en vente, elle devient la voiture homologuée la plus rapide avec une vitesse de pointe de 390 km/h et un 0 à 100 km/h effectué en moins de 3,5 s. En 2006, elle est battue par la Bugatti Veyron 16.4.